# アリア・マグダ・エルマーディ
アリア・マグダ・エルマーディ（アラビア語エジプト方言: علياء ماجدة المهدي、IPA: [ʕælˈjæːʔ ˈmæɡdæ (ʔe)lˈmæhdi, ˈʕæljæ-]、Aliaa Magda Elmahdy、1991年11月16日 - ）は、エジプトのインターネット活動家であり、女性の権利を擁護している。

## 生涯

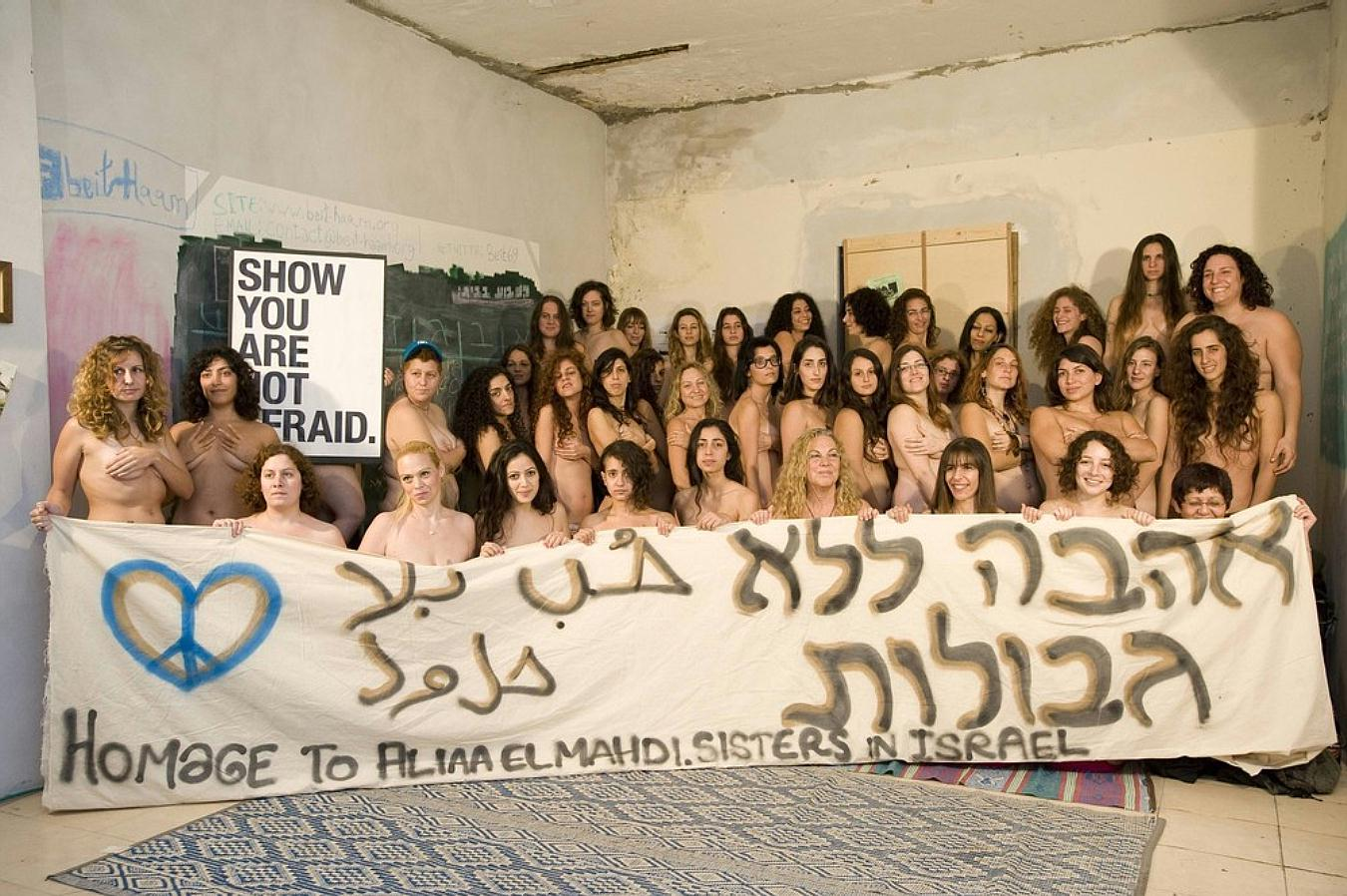
エルマーディとの連帯を宣言するイスラエルの女性

彼女は自分のBlogspotページにヌード写真を公開したことで知られるようになり、Facebookで「暴力、人種差別、性差別、セクハラ、偽善の社会に対する悲鳴」を訴えた。それ以来、彼女はいくつかの殺害の脅迫の対象となった。エルマーディは自分自身を「世俗主義、リベラル、フェミニスト、菜食主義、個人主義のエジプト人」と表現し、16歳から無神論者と自認している。 

### 新たなヌード・プロテスト
2014年3月8日の国際女性デーでは、エルマーディと、マルヤム・ナマージーとアミナ・タイラーを含む他の7人のアラブとイランの女性が、ルーヴル・ピラミッドで女性の権利を求めて裸で抗議し、自由、平等、世俗主義を支持してフランス語でスローガン（ライシテ）を唱えた。 
2014年8月、彼女はISILの旗の上に靴だけを履いて乗り、月経している自分と、別の女性が排便している写真を公開した。ISILの旗はイスラム教徒の信仰告白が記されているため、イスラム諸国のメディアは写真を公開しなかった。 